# Schallacker

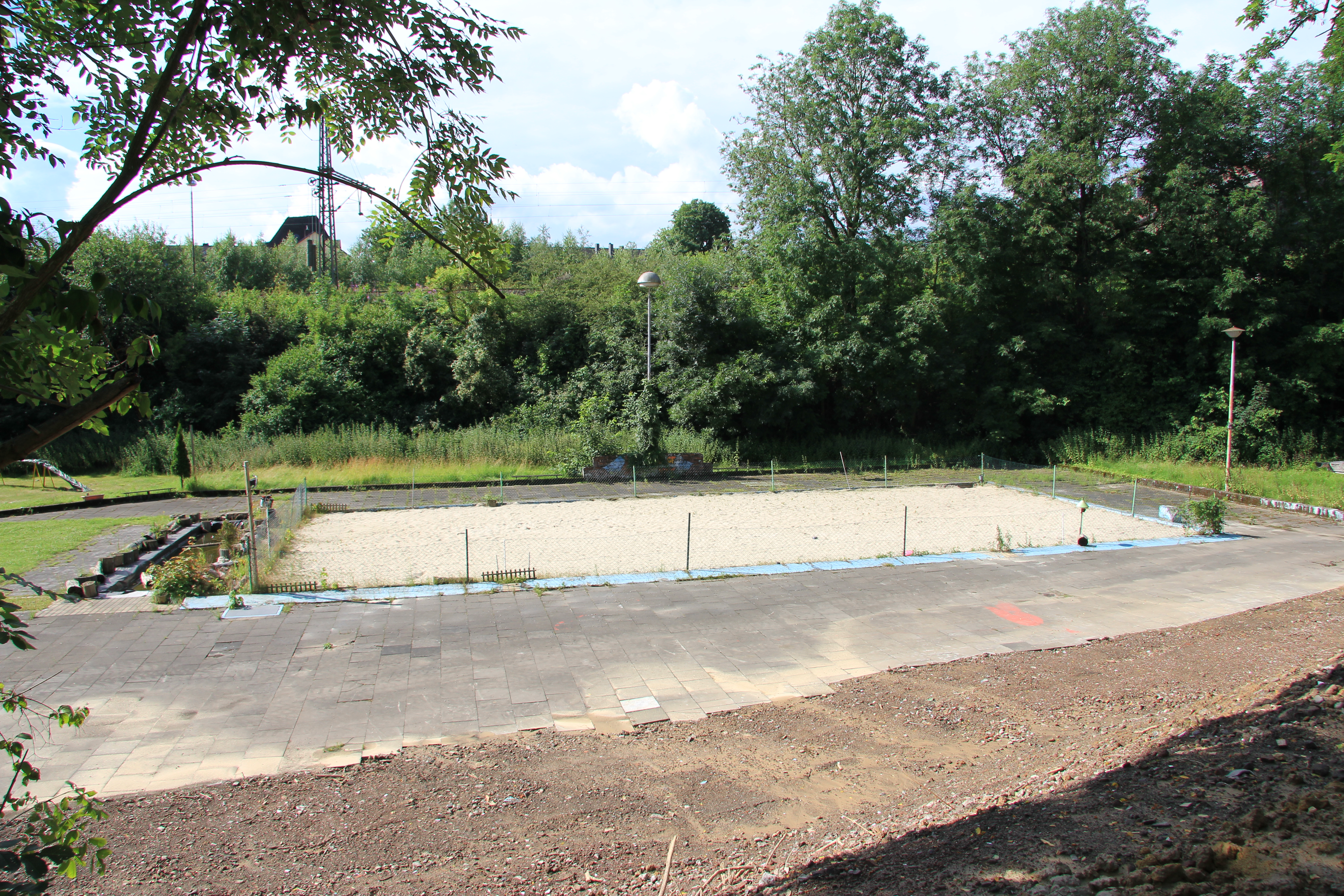
Überreste des ehemaligen Schwimmbeckens, Juli 2012

Das Schallacker war von 1935 bis 1993 ein Freibad im Dortmunder Stadtbezirk Hörde. Der Name des Bades bezog sich auf eine, in unmittelbarer Nähe zum Bad gelegene, Straße mit dem Namen Am Schallacker. Die Bedeutung des Wortes „Schallacker“ ist unklar.

## Vor dem Bau
Das Grundstück auf dem sich das Freibad befand, erwarb 1839 der Kaufmann und Fabrikant Hermann Dietrich Piepenstock, als er die Hörder Burg mitsamt den zur Burganlage gehörenden Ländereien zur Errichtung eines Puddel- und Walzwerks aufkaufte. Er gründete die Hermannshütte in Hörde, die später zentraler Bestandteil des Hörder Bergwerks- und Hütten-Vereins werden sollte. Eingeengt durch die Gleise der Bergisch-Märkischen-Eisenbahn sowie durch die Verbindungsstraße der werkseigenen Transportbahn von den Hochöfen zum Stahlwerk entstand ein Zipfelgrundstück, welches in einem Katasterplan aus dem Jahre 1881 als „Ackerland des Hörder Vereins“ ausgewiesen wird. Dieses Grundstück wurde als Standort des Freibades ausgewählt.
Die gesundheitsfördernde Wirkung von Schwefelbädern bei rheumatischen Erkrankungen sowie Erkrankungen der Atemwege war bekannt. Untersuchungen des Löschwassers, welches bei der Schlackengranulation anfiel, zeigten einen höheren Gehalt an Schwefelwasserstoff als die stärkste Schwefelquelle von Bad Eilsen. Die Idee zur Errichtung eines Badehauses mit Schwimmbad unter Nutzung des schwefelhaltigen Schlackenwassers, sogenanntes Schlackenbad, war geboren.

## Finanzierung und Bau
Am 5. Januar bewilligte der Vorstandsdirektor des Dortmund-Hörder Hüttenvereins, Dr. Brettschneider, den Betrag von 11.500 Reichsmark zur Errichtung einer Bäderanlage. Da dieser Geldbetrag für das Bauvorhaben nicht ausreichend erschien, wurde der Sportverein Sport- und Turnverein Hörder Verein 1929 e.V. unter der Leitung des damaligen Vorsitzenden Adolf Schmidt aktiv und erreichte eine Erhöhung des Geldbetrages auf insgesamt 27.800 Reichsmark.
Der erste Spatenstich erfolgte am 16. Juli 1934. Um das Bauvorhaben mit den knapp bemessenen finanziellen Mittel realisieren zu können, steuerten zahlreiche freiwillige Helfer ihre Arbeitskraft unentgeltlich bei. Die Rohbauabnahme erfolgte knapp sieben Monate nach dem ersten Spatenstich am 12. Februar 1935. Genau drei Monate später, am 12. Mai 1935, wurde das Bad mit einer, durch den TsV Hörder Verein ausgerichteten, Einweihungsveranstaltung der Öffentlichkeit übergeben. Errichtet wurden ein Schwimmbecken in den Abmessungen 25 Meter auf 12,50 Meter, eine Bäderanlage mit vier Wannenbädern sowie Umkleide- und Ruheräume.
Die Wannenbäder waren hoch frequentiert. Über 20 gesetzliche Krankenkassen verordneten ihren gicht- und rheumageplagten Mitgliedern Heilbäder in dem schwefelhaltigen, Hörder Schlackenwasser. Die Kapazität der Bäderabteilung war bereits nach der ersten Saison an ihre Grenze angelangt, sodass bedauert wurde, nur vier Wannenbecken gebaut zu haben. Planungen zur Erweiterung der Bäderabteilung wurden angestellt. Auch das Freibad erfreute sich regen Zuspruchs seitens der Bevölkerung. In den Jahren von 1935 bis 1938 wurden gut 23.000 Wannenbäder verabreicht, das Schwimmbad zählte über 140.000 Besucher.

## Krieg, Wiederaufbau und Modernisierung
Im Jahr 1944, kurz vor Ende des Zweiten Weltkriegs, trafen Fliegerbomben Schwimmbad, Bäderbereich sowie den benachbarten Sportplatz. Die Becken der Bäderabteilung wurden zum Teil komplett zerstört und nach Kriegsende auch nicht wieder aufgebaut. Dieses bedeutete das Ende des Bäderbetriebs. Das Schwimmbecken bekam bei dem Angriff Risse, Wasser versickerte im Erdreich. Somit kam auch der Schwimmbetrieb zum Erliegen. Da durch die Bombenangriffe die Teerbehälter der Kokerei unbrauchbar wurden und in dieser Zeit wirtschaftlicher Aufbau höher als Freizeitvergnügen eingestuft wurde, diente das Becken zunächst als Ersatzbehältnis für den Teer. Von 1945 bis 1949 blieb das Bad geschlossen.
Am 22. Mai 1947 wurde durch das Hüttenwerk der Antrag auf Instandsetzung der Anlage gestellt. Nach Beseitigung des Teers und der Bombenschäden konnte der Schwimmbadbetrieb im Jahr 1950 wieder aufgenommen werden. Als kleinen Ersatz für die im Krieg zerstörten Wannenbäder legte man ein 12 Meter auf 2 Meter messendes Becken an, in dem wieder heißes, schwefelhaltiges Wasser bis zu einer maximalen Höhe von 30 Zentimetern eingelassen werden konnte. Der Volksmund nannte das Becken Sprottenkiste. Nach Einstellung der Schlackengranulation stand kein schwefelhaltiges Wasser mehr zur Verfügung. Zum Einsatz gelangte stattdessen erhitztes Ruhrwasser.
Nach dem Zusammenschluss der drei stahlerzeugenden Dortmunder Betriebe, Hoesch Westfalenhütte sowie die Werke Union und Phoenix der Dortmund Hörder Hüttenunion zur Hoesch Hüttenwerke AG, erfolgten umfangreiche Modernisierungen. Um die kriegsbedingten Wasserverluste durch feine Risse im Beton abzustellen, wurde das Becken mit einer speziellen Schwimmbeckenfolie komplett ausgekleidet. Die Toilettenanlagen wurden erneuert und eine Warmwasserduschanlage installiert. Vor der „Sprottenkiste“ entstand ein weiteres kleines Becken. Mit Hilfe einer neuen Umwälzanlage konnte das Hauptbecken effizienter temperiert werden.
In der Bevölkerung war das Schwimmbad ausgesprochen beliebt, obwohl nicht sonderlich idyllisch in Sichtweite der Hochofenanlagen von Phoenix-West gelegen und flankiert von mächtigen Gichtgas-Rohrleitungen.

## Stilllegung und Nachnutzung

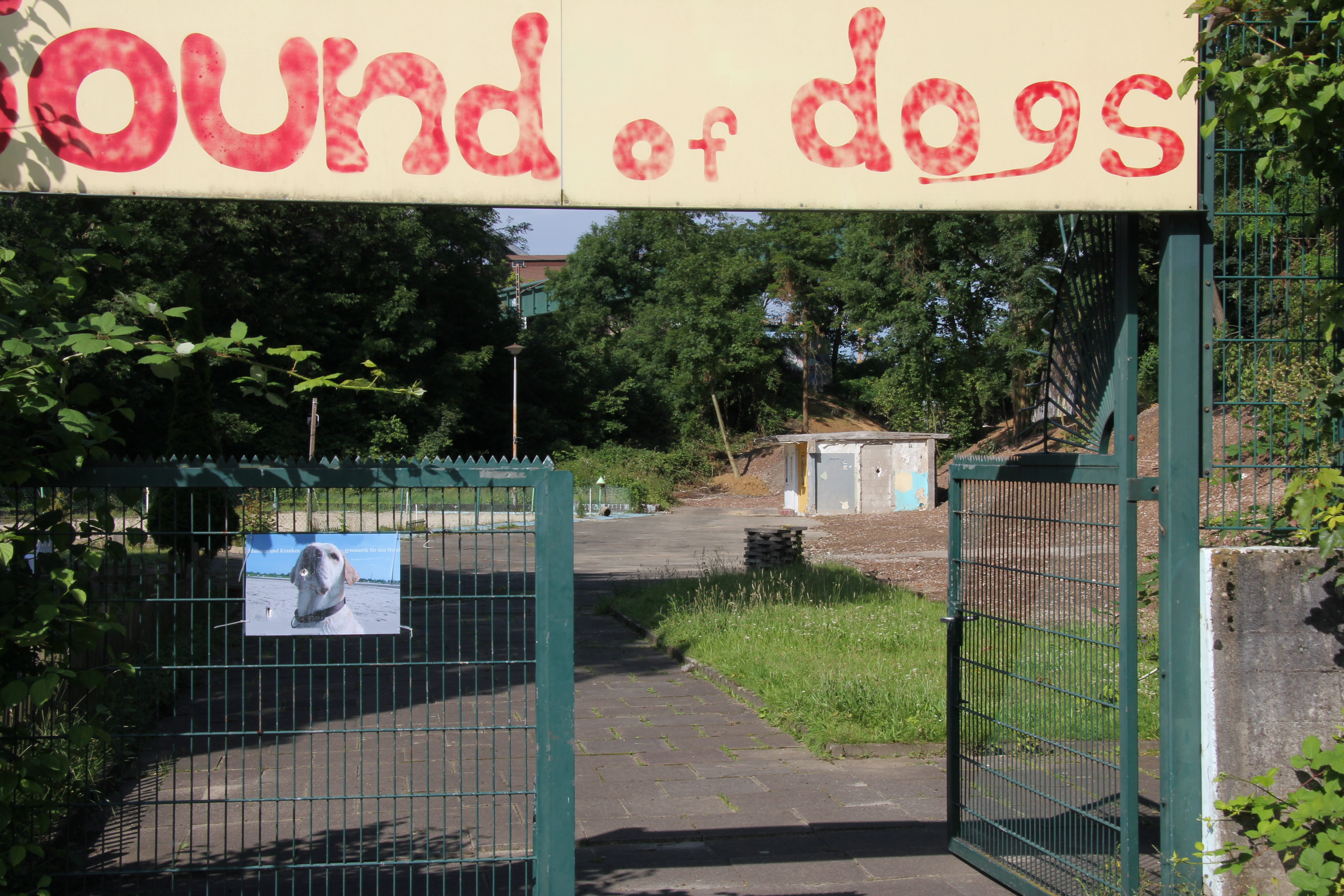
Nutzung als Hundeschule, Juli 2012

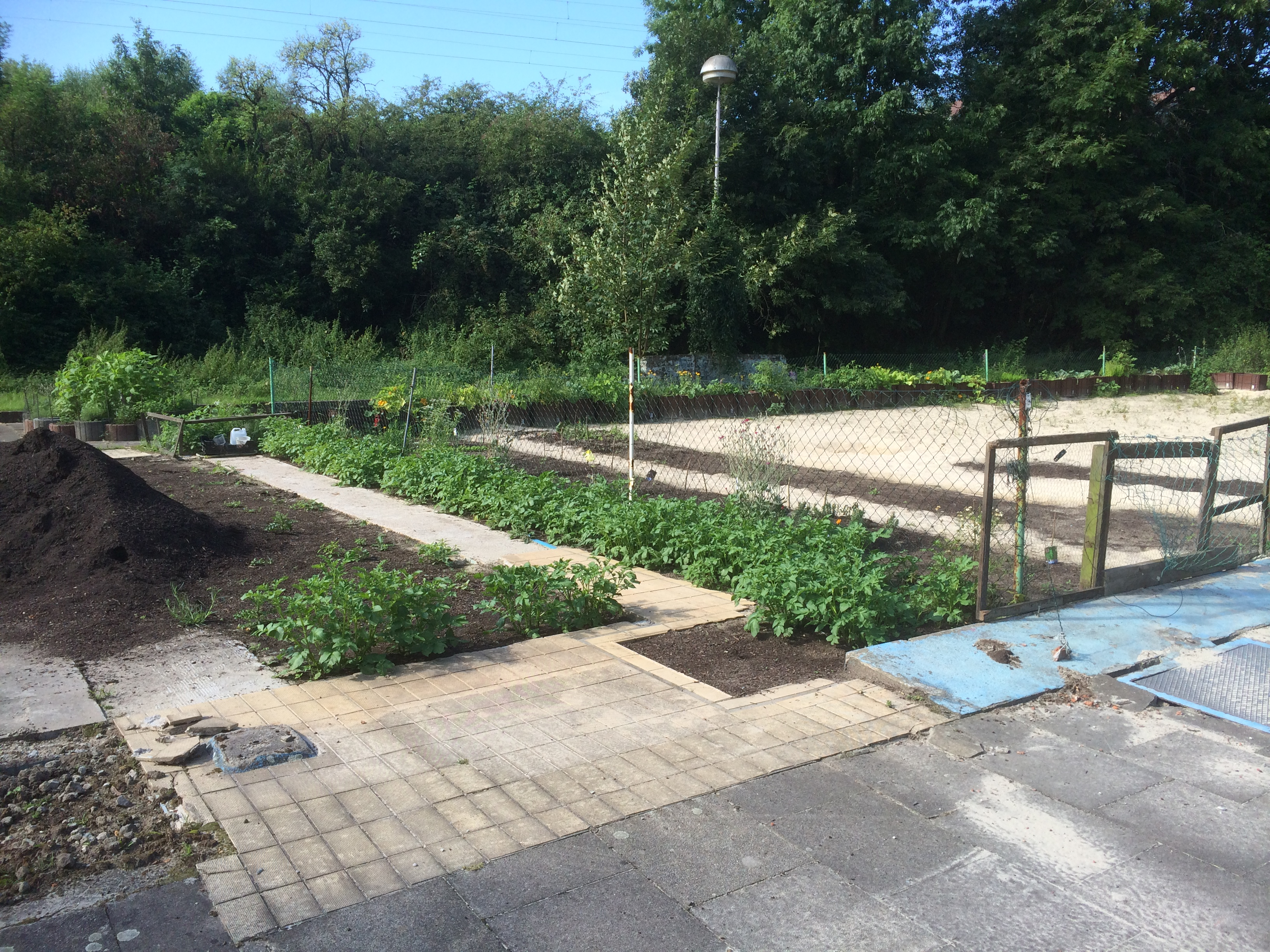
Nutzung als Gemeinschaftsgarten, Juli 2014

Das Ende des Badebetriebs wurde 1993 eingeleitet. Die Stadt Dortmund kündigte an, fortan die jährlichen Zuschüsse einzustellen. Der Eigentümer, zu diesem Zeitpunkt die Hoesch Hüttenwerke AG, bezeichnete die im Laufe der Jahre marode und renovierungsbedürftig gewordene Einrichtung als ein „Fass ohne Boden“. So wurde die Anlage 1993 für den Badebetrieb zunächst geschlossen. Eine Initiative von Freiwilligen renovierte das Bad in Eigenleistung und hoffte 1994 auf dessen Wiedereröffnung. Aufgrund unüberwindlicher Auflagen fand die Wiedereröffnung nicht mehr statt.
Das Bad wurde zunächst in eine Beachvolleyballanlage umgewandelt. Danach wurde das Gelände durch eine Hundeschule genutzt. Seit dem 1. April 2014 ist der Verein „Integrativer Generationengarten am Marksbach“ neuer Pächter. In Zusammenarbeit mit Hörder Bürgern und dem Projekt Querbeet Hörde soll an dieser Stelle ein Gemeinschaftsgarten entstehen.

## Liste der Schwimmmeister
- 1935 – 1937 Emil Fehsel
- 1937 – 1938 Alfons Tollig
- 1939 – 1941 Emil Kauth
- 1941 – 1943 Julius Pusch
- 1943 – 1944 Anne Breker
- 1950 – 1952 Kurt Fiedler
- 1950 – 1952 Erna Döring
- 1952 – 1954 Walter Petereit
- 1953 – 1979 Fritz Ehrlichmann
- 1954 – 1956 Rolf Falkenreck
- 1957 – 1978 Paul Alberternst
- 1978 – ?       Klaus Dreher
- 1980 – ?       Günter Geisler